# Carnota
Carnota és un municipi de la província de la Corunya a Galícia. Pertany a la Comarca de Muros. Limita al nord amb Dumbría, al nord-oest amb Mazaricos, a l'oest amb l'oceà Atlàntic i al sud amb Muros.
| 5.507 | 6.594 | 7.196 | 7.213 | 5.285 |
| Fonts: INE i IGE (Els criteris de registre censal variaren i les dades de l'INE i de l'IGE poden no coincidir.) |       |       |       |       |

## Parròquies
- Lariño (San Martiño)
- Lira (Santa María)
- O Pindo (San Clemente)
- San Mamede de Carnota (San Mamede)
- Santa Comba de Carnota (Santa Comba)

## Galeria d'imatges

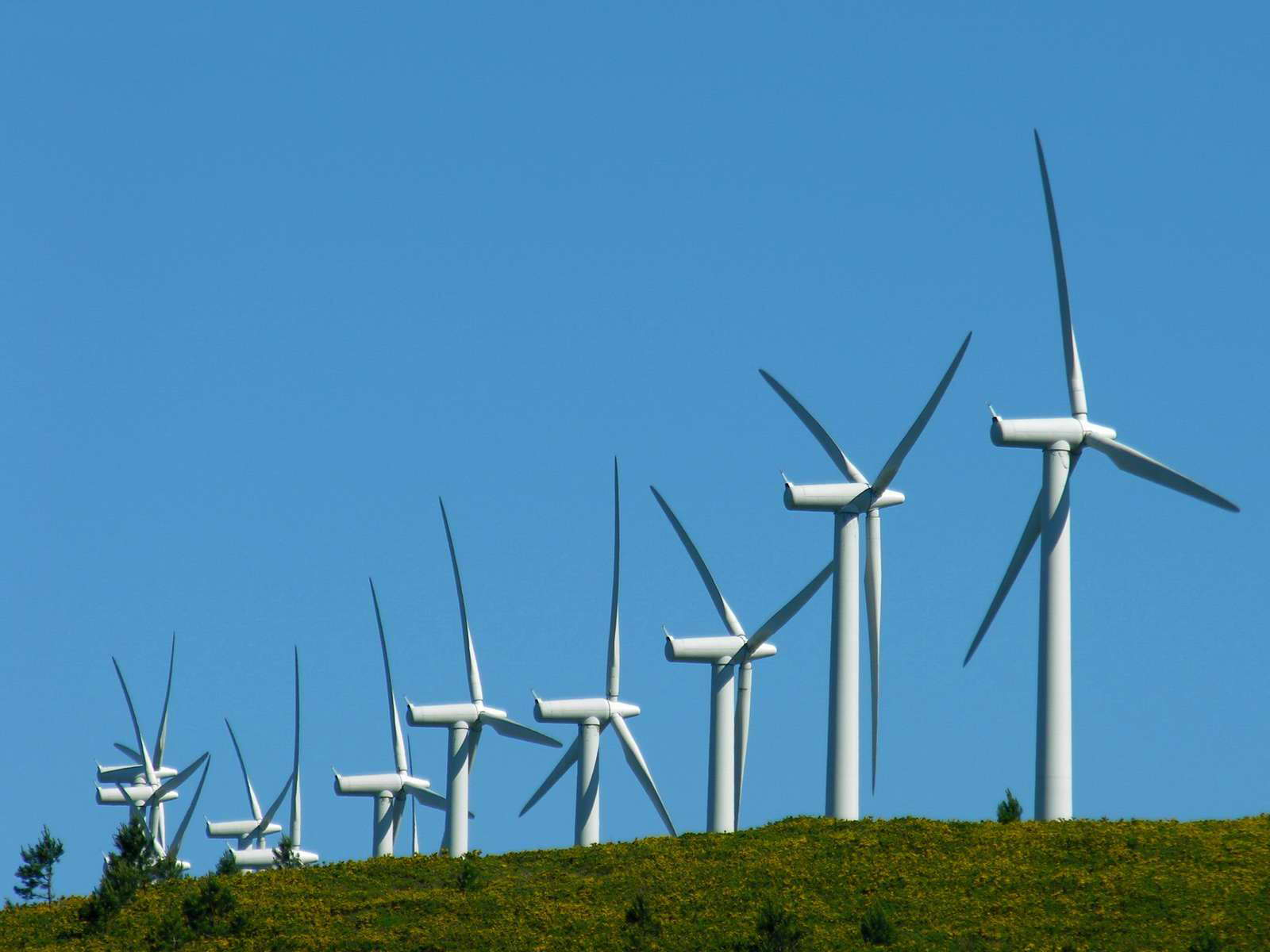
Aerogeneradors a les muntanyes del Pindo
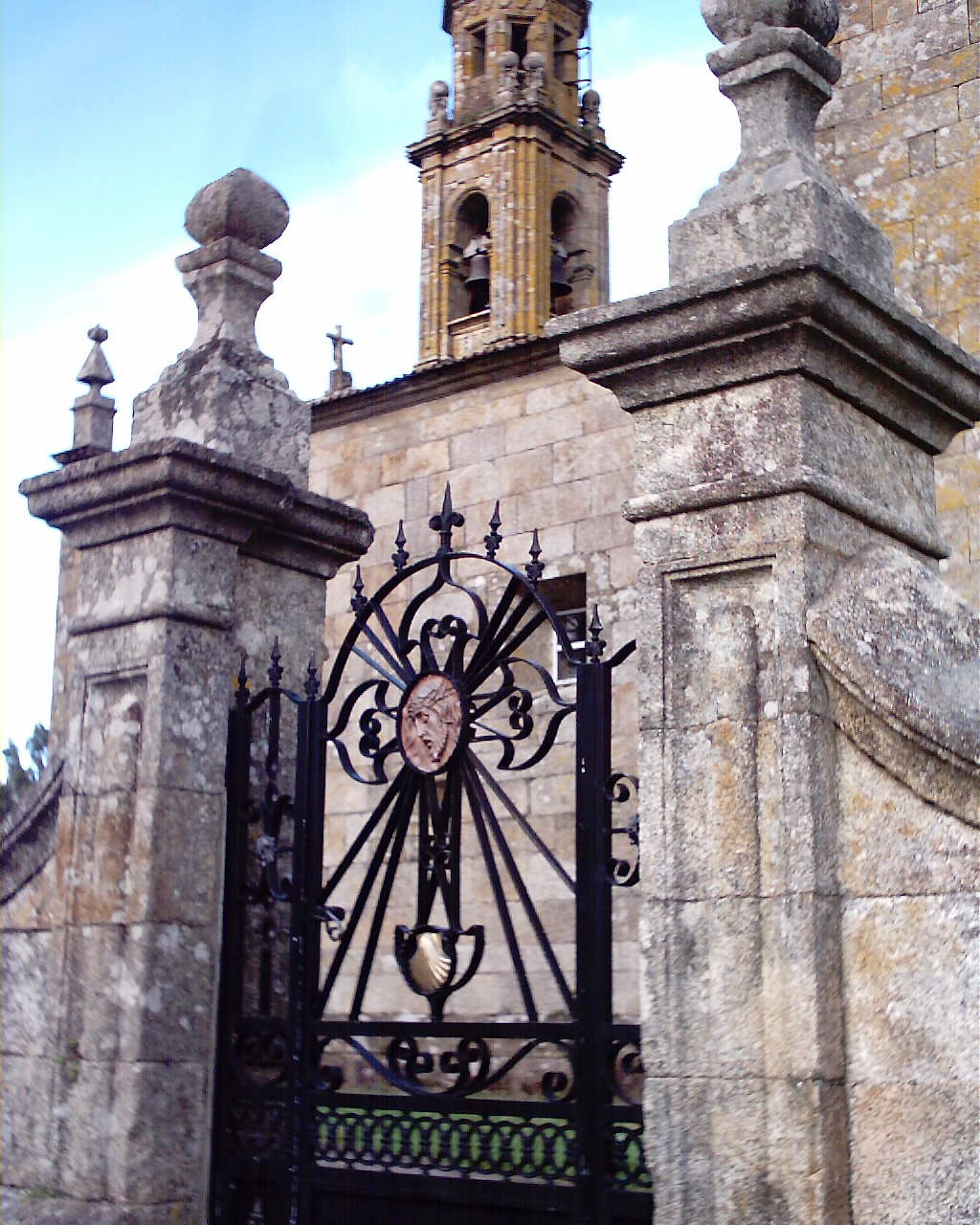
Vista de l'Església de San Mamede de Carnota.